# 新潟県道114号越後広田停車場線
新潟県道114号越後広田停車場線（にいがたけんどう114ごう えちごひろたていしゃじょうせん）は、新潟県柏崎市内を通る一般県道である。

## 概要

### 路線データ
- 起点：越後広田停車場（新潟県柏崎市大字旧広田）
- 終点：新潟県柏崎市大字旧広田（新潟県道72号柏崎越路線・新潟県道252号田代小国線交点）

## 地理

### 通過する自治体
- 新潟県柏崎市

### 接続する道路
- 柏崎市道（起点：柏崎市大字旧広田、越後広田駅前）
- 新潟県道72号柏崎越路線・新潟県道252号田代小国線（終点：柏崎市大字旧広田）

### 周辺
- JR信越本線 越後広田駅
- 新潟県警察 柏崎警察署 広田駐在所
- 越後広田郵便局